# مقاطعة مونتغومري (فيرجينيا)
 مقاطعة مونتغومري  (بالإنجليزية:  Montgomery County)‏ هي إحدى المقاطعات في ولاية فيرجينيا في الولايات المتحدة الأمريكية.

## أعلام
- والتر بيغز
- جورج هانكوك
- ليه آدامز